# Kaleigh Gilchrist
Kaleigh Gilchrist (Newport Beach, 16 maggio 1992) è una pallanuotista statunitense.
Ha vinto la medaglia d'oro a Rio de Janeiro 2016 ed a Tokyo 2020.

## Palmarès
- Giochi olimpici

Rio de Janeiro 2016: 
Tokyo 2020: 
- Mondiali

Kazan 2015: 
Gwangju 2019: 
Budapest 2022: 
Doha 2024: 
- Coppa del mondo

Chanty-Mansijsk 2014: 
Surgut 2018: 
Long Beach 2023: 
- World League

Shanghai 2015: 
Shanghai 2016: 
Kunshan 2018: 
Budapest 2019: 
Atene 2021: 
- Giochi panamericani

Santiago del Cile 2023: 